# Systenus albimanus
Systenus albimanus är en tvåvingeart som beskrevs av Wirth 1952. Systenus albimanus ingår i släktet Systenus och familjen styltflugor. Inga underarter finns listade i Catalogue of Life.